# سید تراب ذاکری
سید تراب ذاکری از فرماندهان ارتش ایران در جنگ ایران و عراق و از افسران اطلاعات ارتش است. او نویسنده برگزیده چهارمین همایش اندیشه و قلم ارتش است.